# تصوع
في علم الكون، التَصَوُّع (بالإنجليزية: Decoupling) هو فترة في تطور الكون عندما تخرج أنواع مختلفة من الجسيمات من التوازن الحراري مع بعضها البعض. ويحدث ذلك نتيجة لتمدد الكون، حيث تنخفض معدلات تفاعلها (ويزداد متوسط المسارات الحرة) حتى هذه النقطة الحرجة. الحالتان اللتان تم التحقق منهما للتصوع منذ الانفجار العظيم والتي نوقشت في أغلب الأحيان هما تصوع الفوتونات وتصوع النيوترينوهات، حيث أدى ذلك إلى إشعاع الأمواج الصغرية للخلفية الكونية والإشعاع النيوترينوي للخلفية الكونية، على الترتيب.
يرتبط تصوع الفوتونات ارتباطًا وثيقًا بإعادة الاتحاد، والذي حدث بعد قرابة 378000 سنة من الانفجار العظيم (عند انزياح أحمر قدره z = 1100)، عندما كان الكون بلازما حارة معتمة (ضبابية). أثناء إعادة الاتحاد، أصبحت الإلكترونات الحرة مرتبطة بالبروتونات (نواة الهيدروجين) لتكوين ذرات هيدروجين حيادية. نظرًا لأن إعادة الاتحاد المباشر إلى الحالة القاعية (الطاقة الأدنى) للهيدروجين غير فعالة للغاية، فإن ذرات الهيدروجين هذه تتشكل عمومًا مع الإلكترونات في حالة طاقة عالية، وتنتقل الإلكترونات بسرعة إلى حالة الطاقة المنخفضة عن طريق انبعاث الفوتونات. ولأن الهيدروجين الحيادي الذي تشكل كان شفافًا للضوء، فإن تلك الفوتونات التي لم تلتقطها ذرات الهيدروجين الأخرى كانت قادرة، لأول مرة في تاريخ الكون، على التجول لمسافات طويلة. لا يزال من الممكن اكتشافها حتى اليوم، على الرغم من أنها تظهر الآن موجاتٍ راديوية، وتشكل إشعاع الأمواج الصغرية للخلفية الكونية ("CMB"). إنها تكشف عن أدلة مهمة حول كيفية تشكل الكون.

## أنظر أيضا
- تصوع النيوترينوهات
- إعادة الاتحاد (علم الكون)
- تاريخ الكون